# Skolplansch

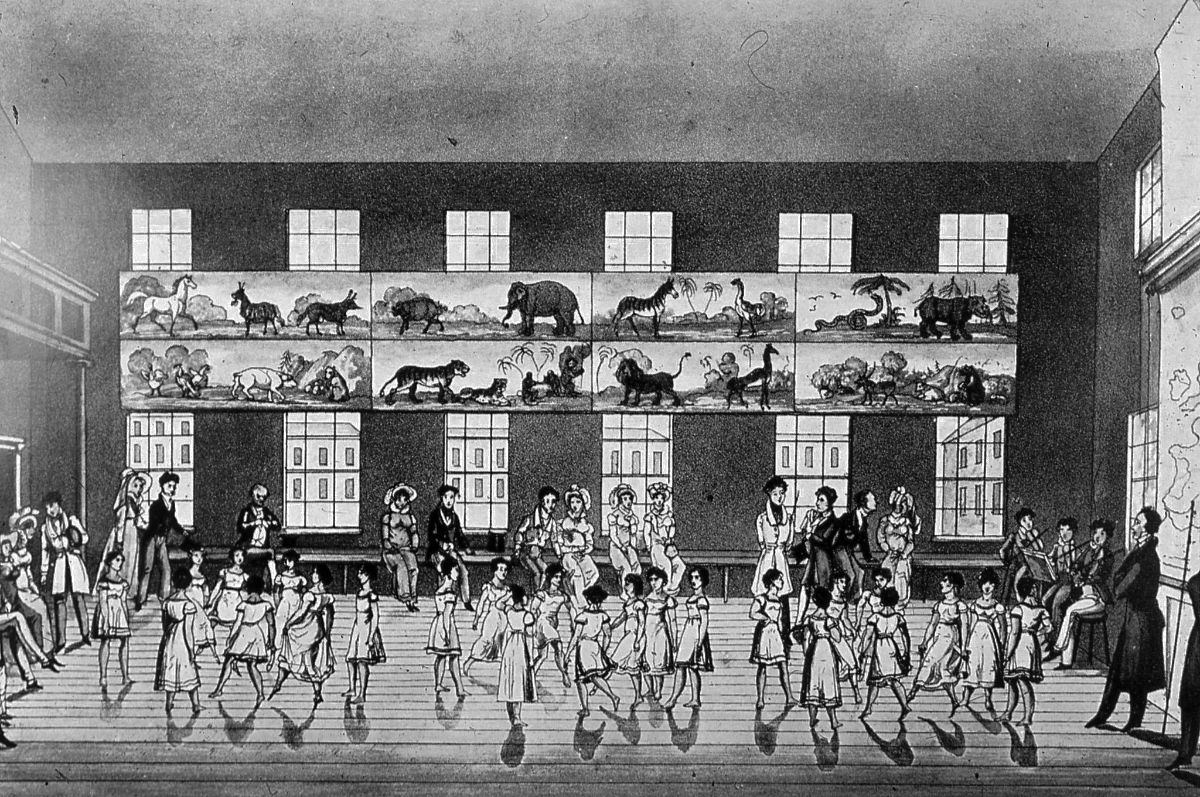
Skolplanscher i New Lanark School, sannolikrt skapade av Catherine Vale Whitwell omkring 1821

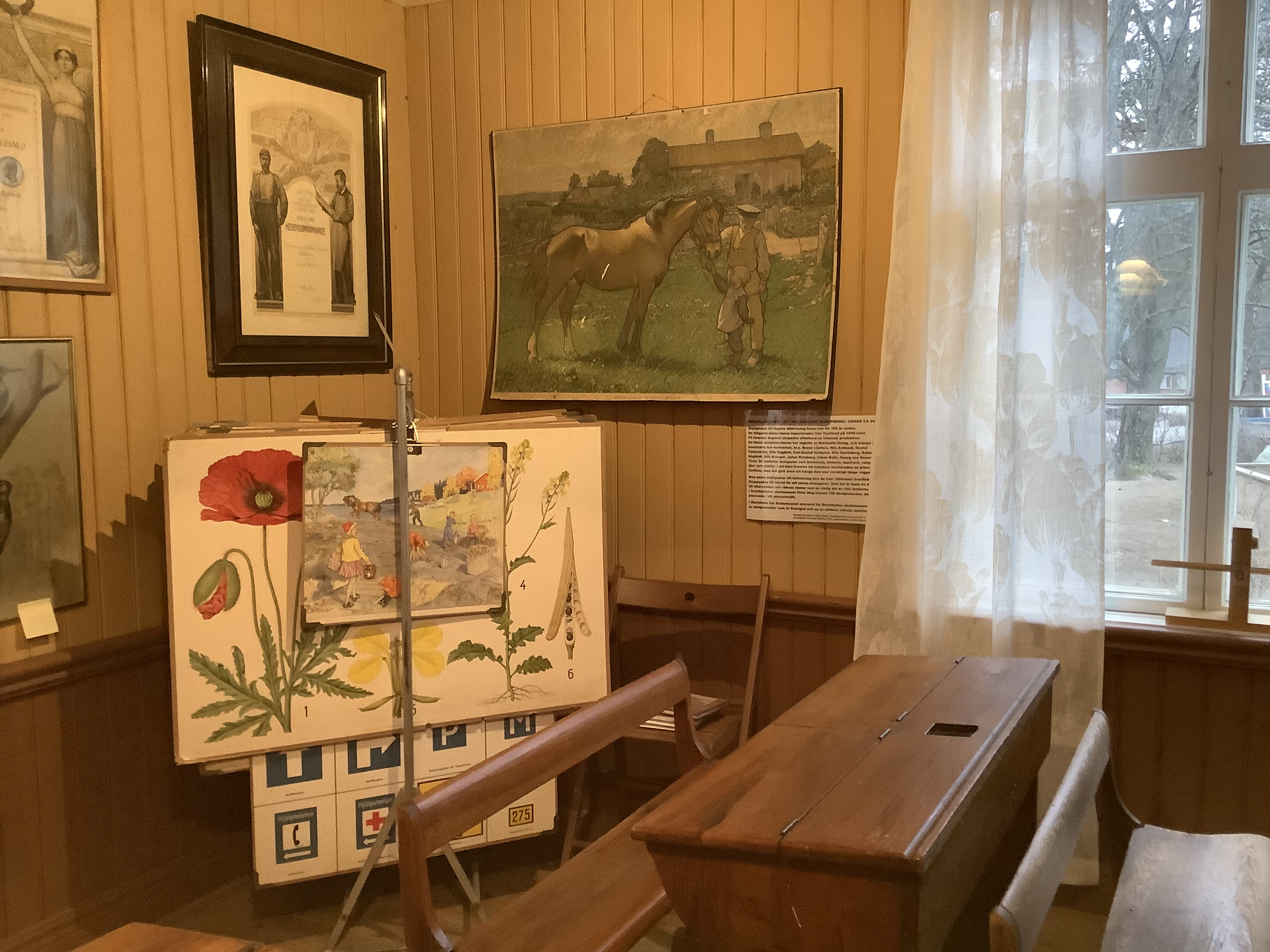
Skolplanscher på Svartbäckens skolmuseum

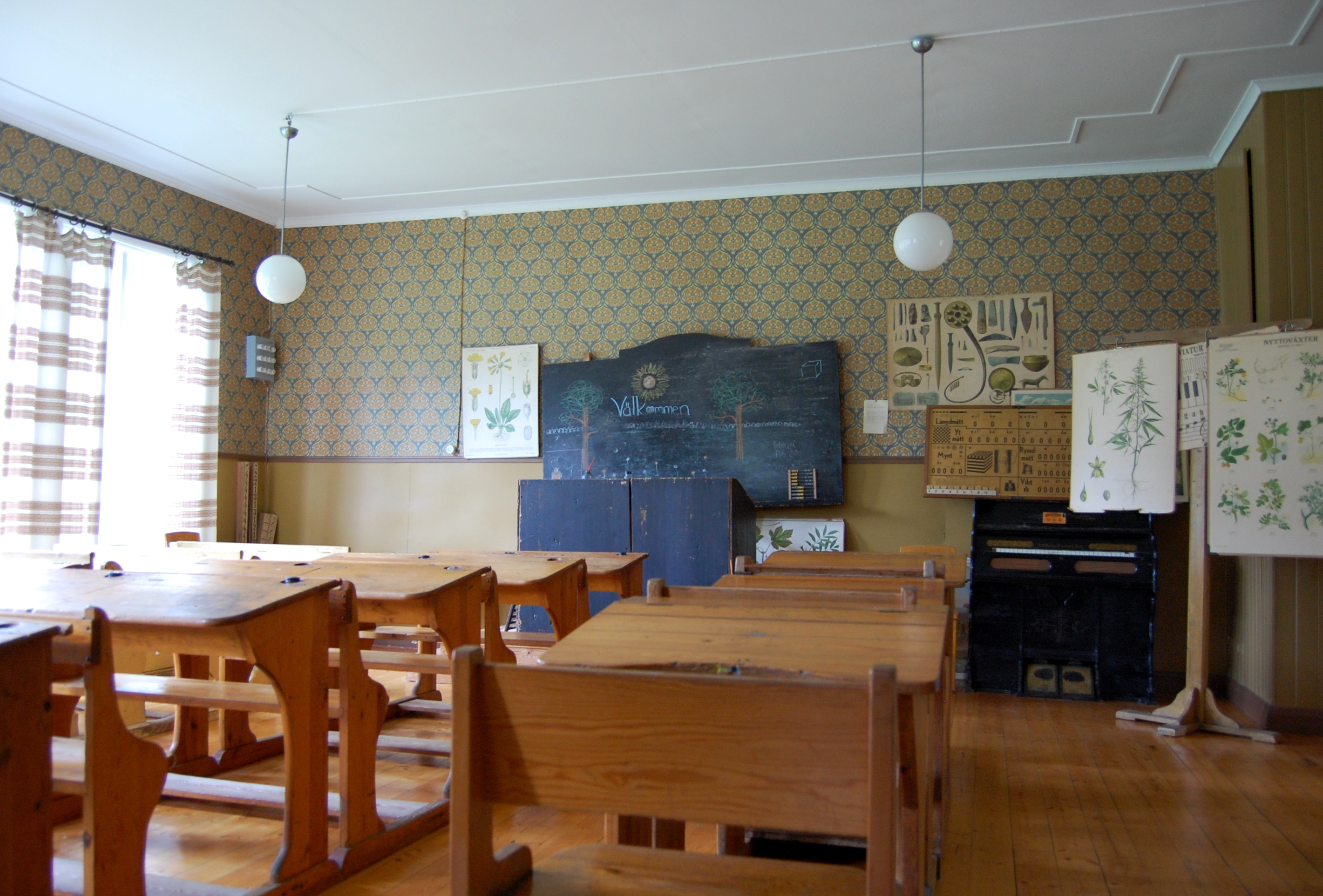
Skolplanscher på Dragets skolmuseum i Hjälmseryds socken i Sävsjö kommun

En skolplansch är ett visuellt undervisningshjälpmedel, en beskrivande bild i stort format, vilken kan hängas upp i en lärosal.
Skolplanscher var ett äldre sätt att med hjälp av illustrationer försöka förmedla kunskap i skolorna. Vanliga förekommande motiv är bland annat växter, djur, årstider, främmande miljöer och historiska händelser och sådant som står i Bibeln. De var då snarlika bonader, men var uppklistrade på kartong med en upphängningskrok. De hängdes vanligtvis upp mot skrivtavlan. Det fanns flera storlekar. Skolplanscher var vanliga i folkskolan i Sverige från 1890-talet till 1970-talet. Eftersom 1900 års normalplan förespråkade åskådlighet i undervisningen, blev skolplanscherna ett vanligt medel för lärarna att hjälpa barnen förstå skolkursens innehåll. Skolplanschen har med tiden blivit ersatt av diabilder, OH-bilder, filmprojektor, video eller en kombination av dator och videoprojektor. Det finns bokverk som bygger på illustrationer av skolplanscher.
Skolplanscherna blev senare samlarobjekt. Några av dem är gjorda av kända konstnärer som Nils Kreuger och Nils Tirén.

## Bildgalleri

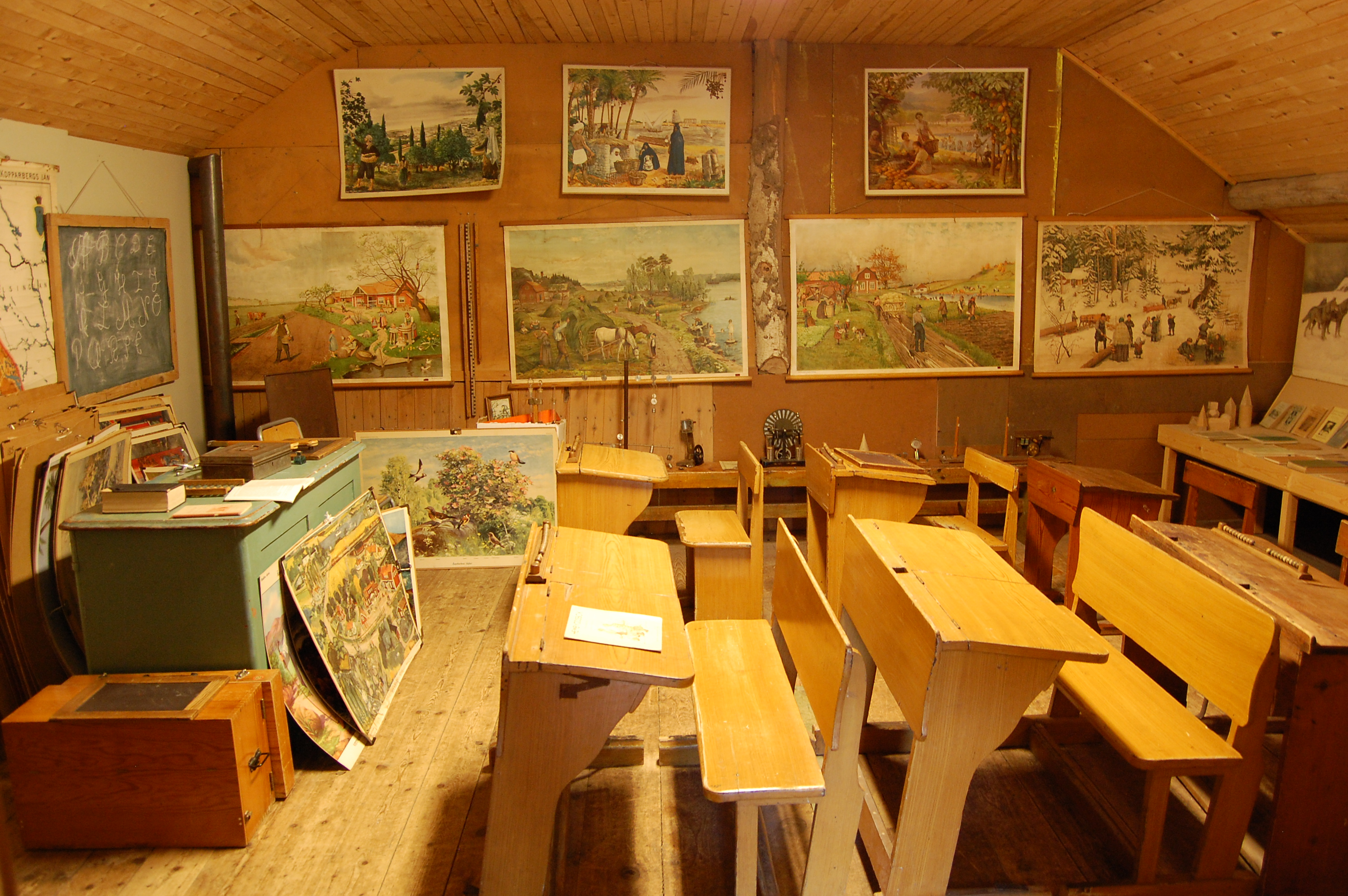
Skolplanscher på temat "Årstider" i skolmuseet i Gamla Staberg
Dansk skolplansch från 1863 i grönländsk skola
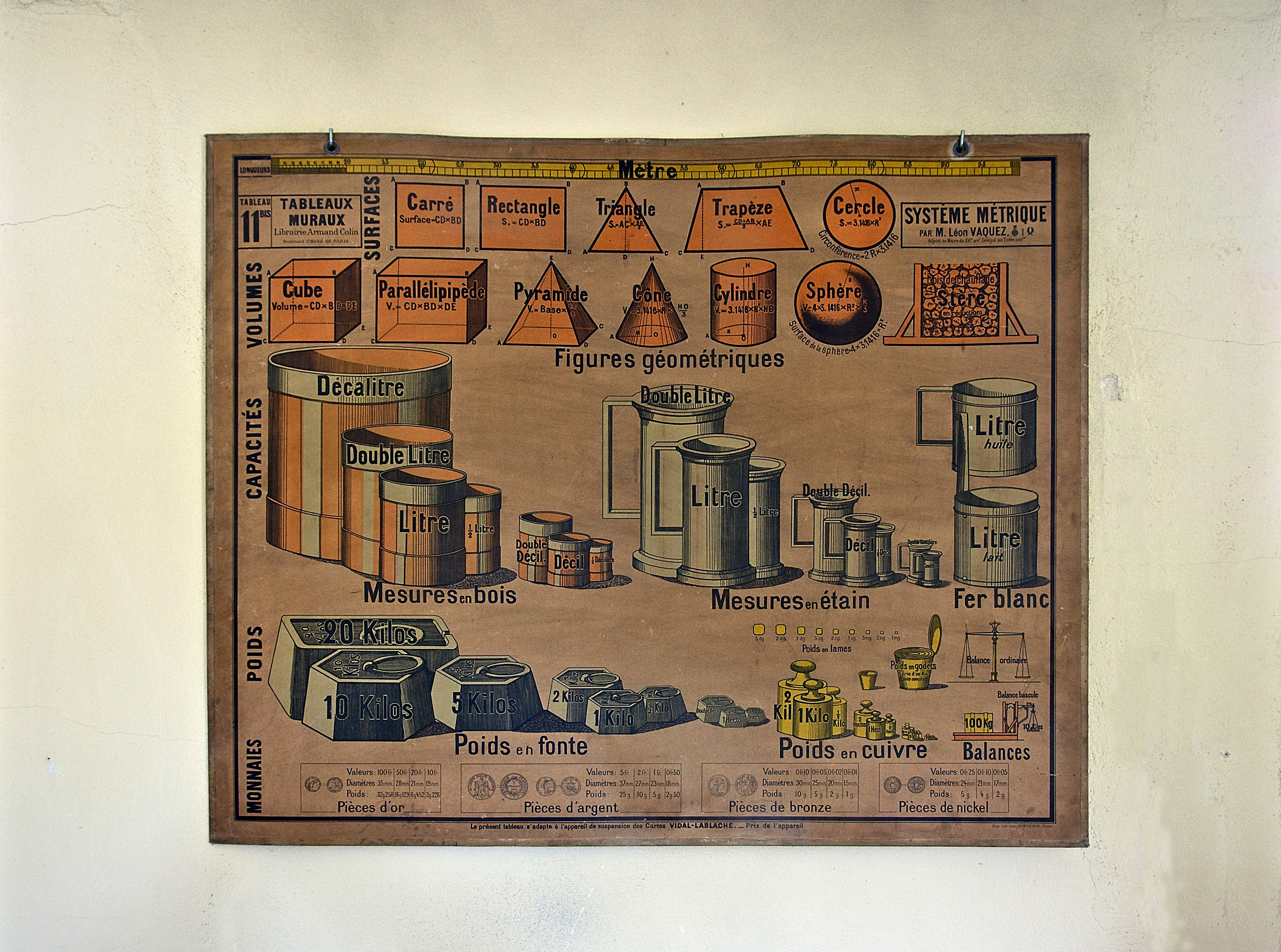
En fransk skolplansch om metersystemet från slutet av 1800eim -talet
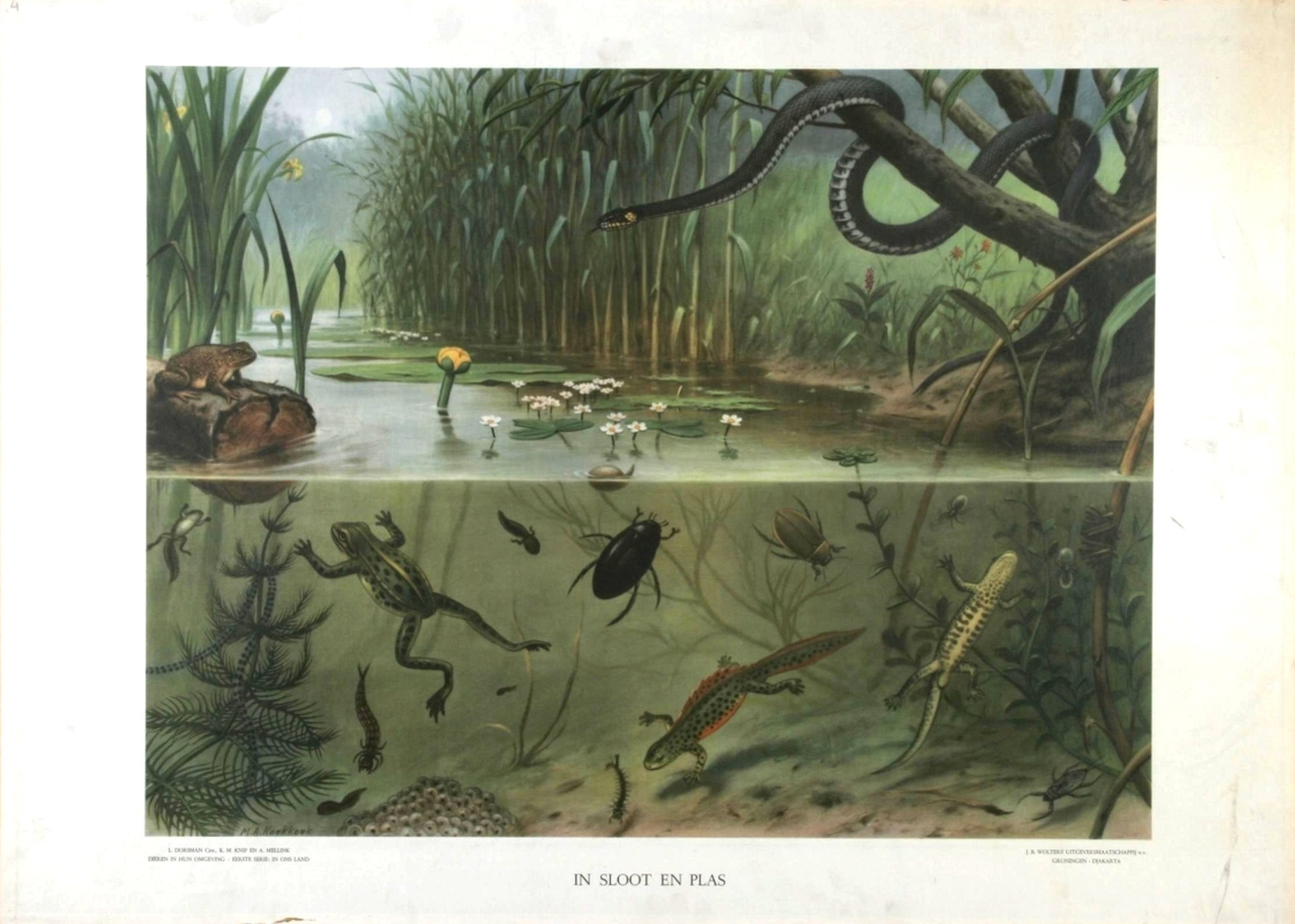
Nederländsk skolplansch från 1910-talet
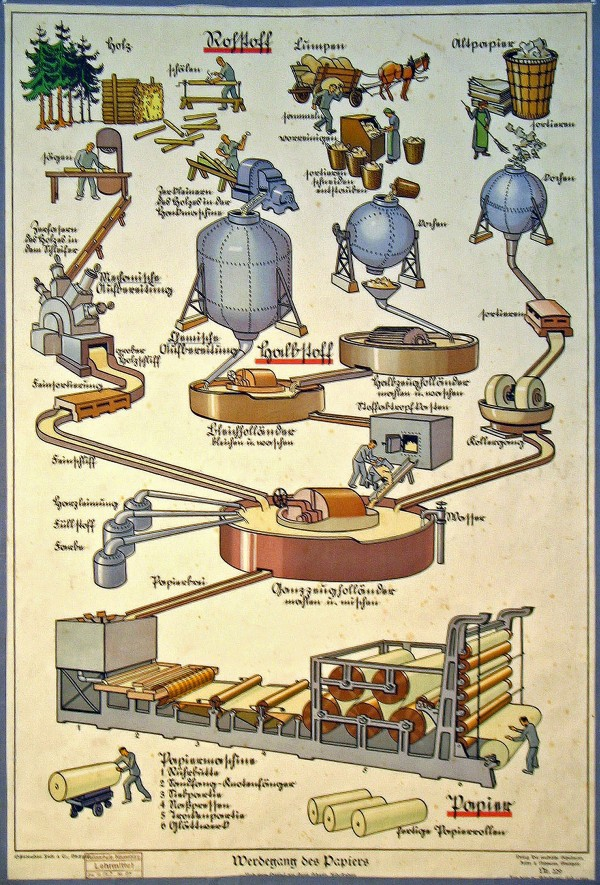
Tysk skolplansch om papperstillverkning
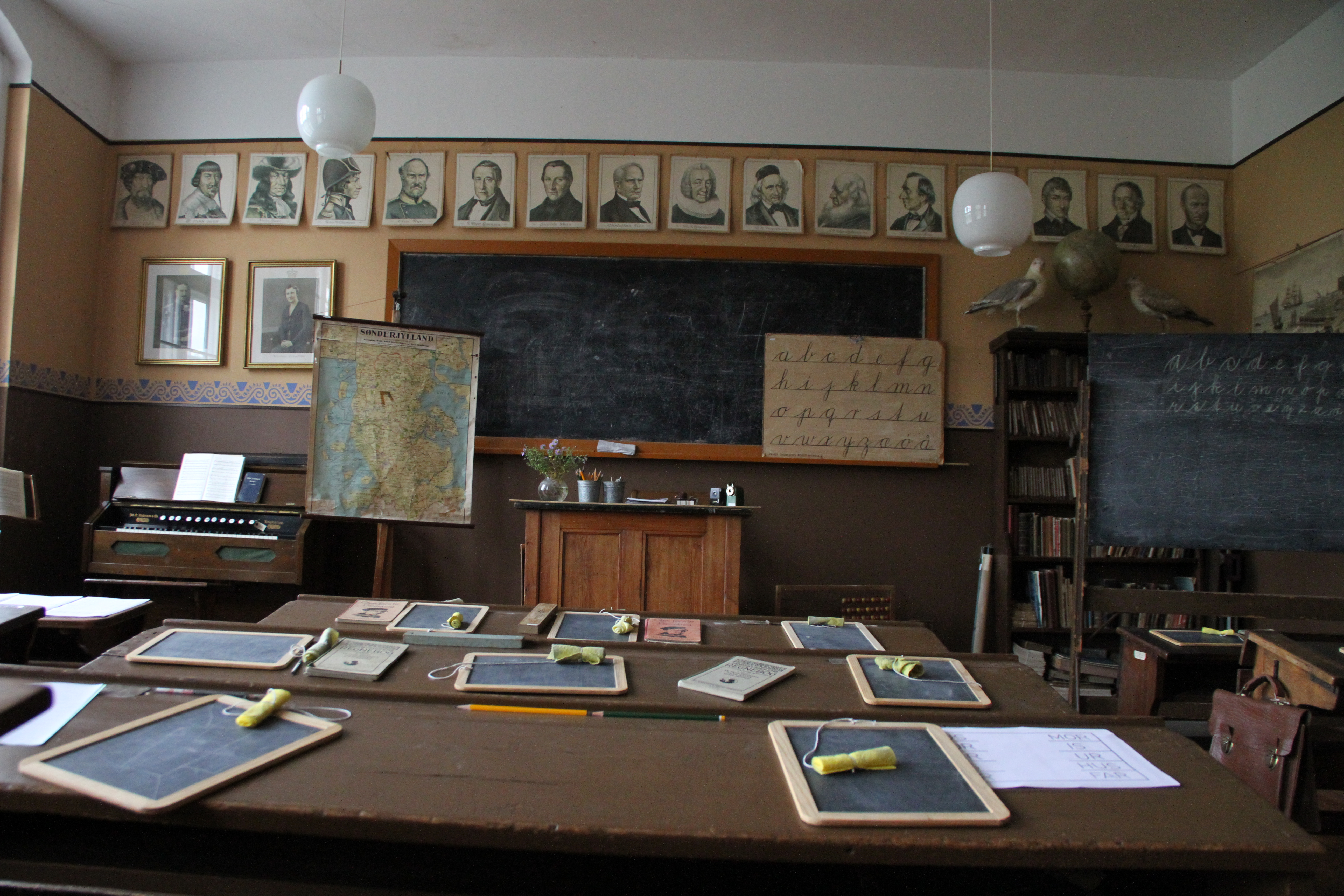
Rekonstruerad sydjyllänsk skolsal i Over Lerte från 1907, med skolplanscher
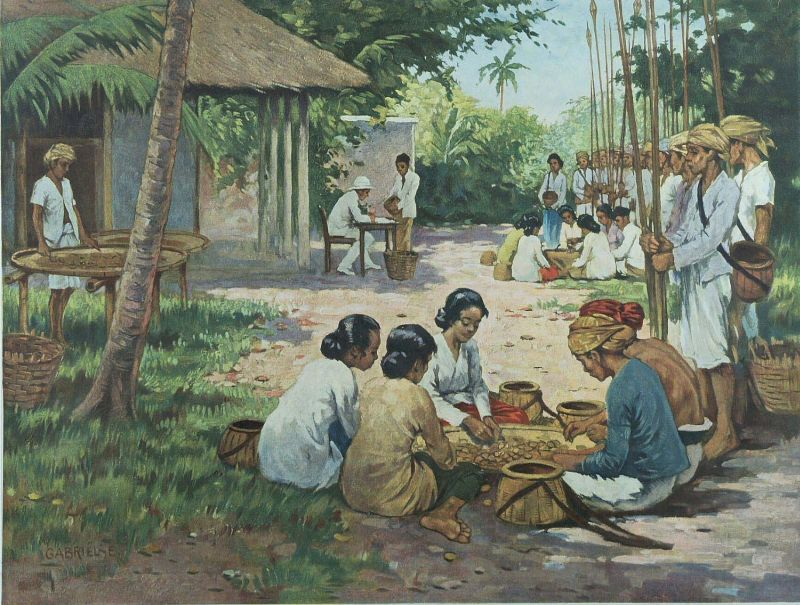
En skolplansch av Johan Gabriëlse om livet i Nederländska Indien
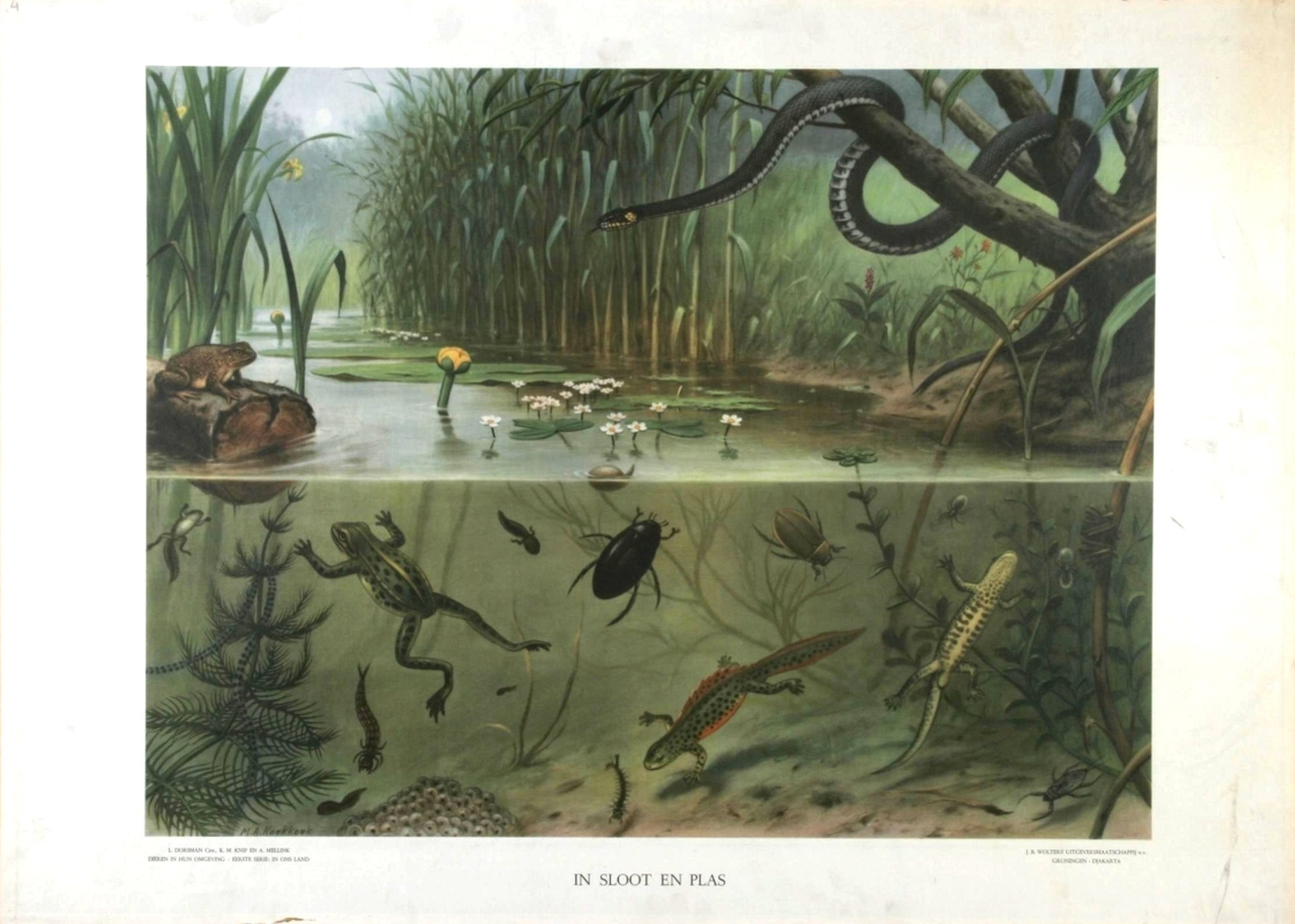
I diken och dammar", en skolplansch av M. A. Koekkoek
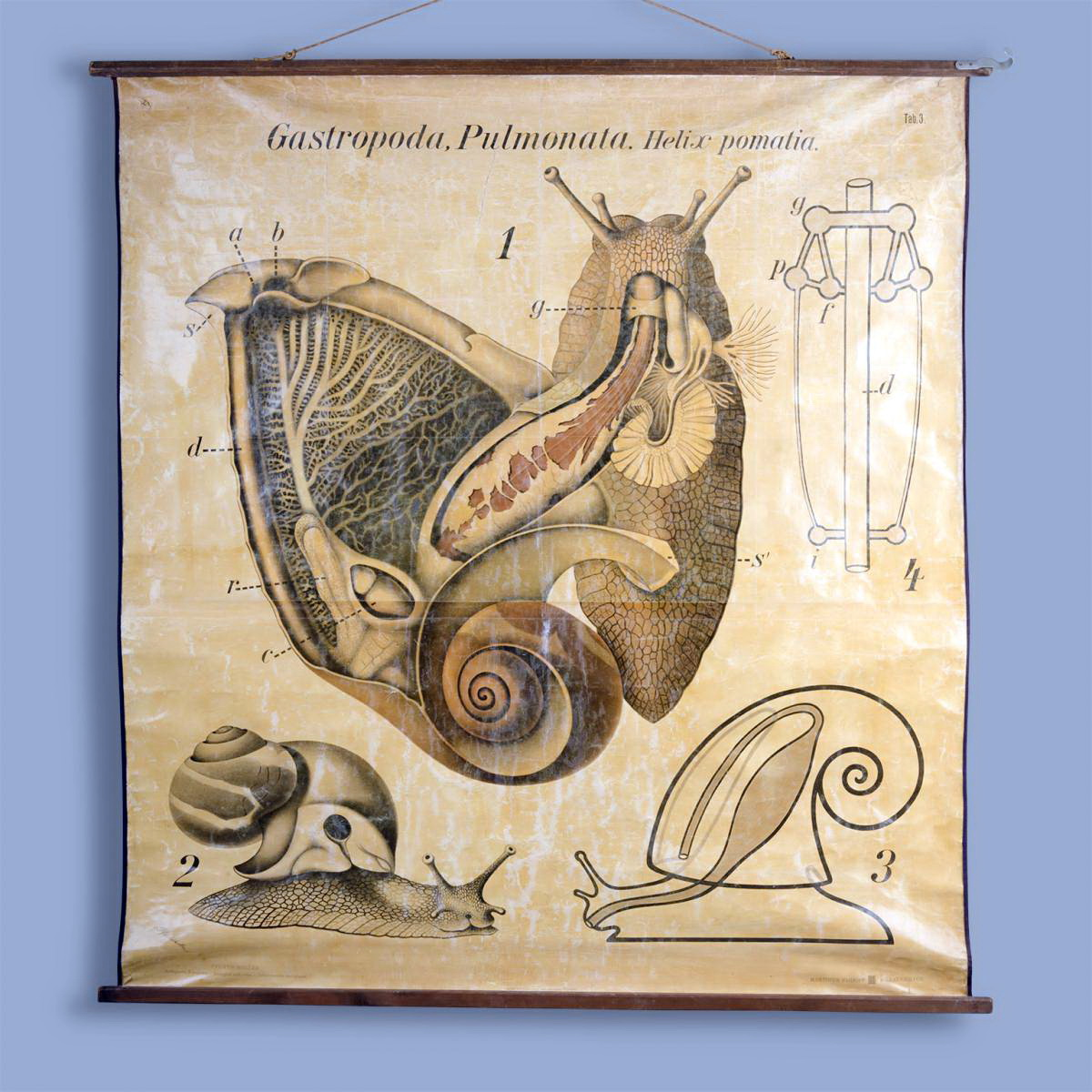
En skolplansch av Paul Pfurtscheller
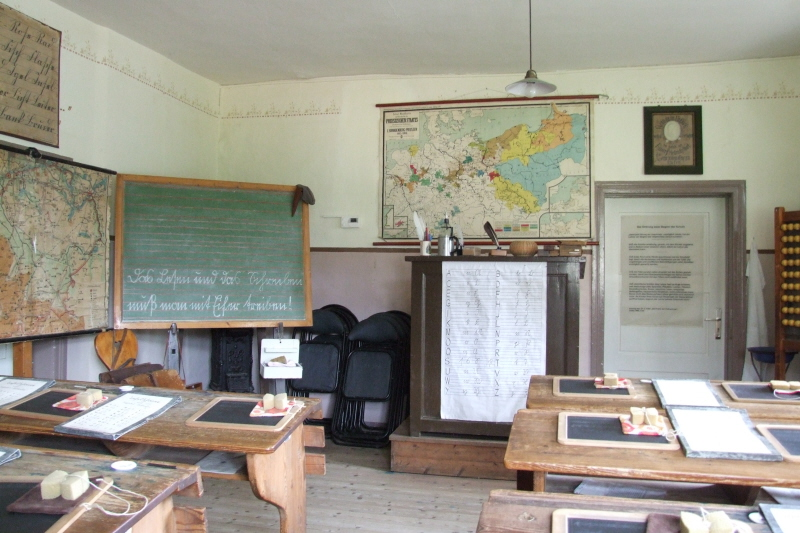
Nederländsk skolplansch i skolomuseet i Reckahn
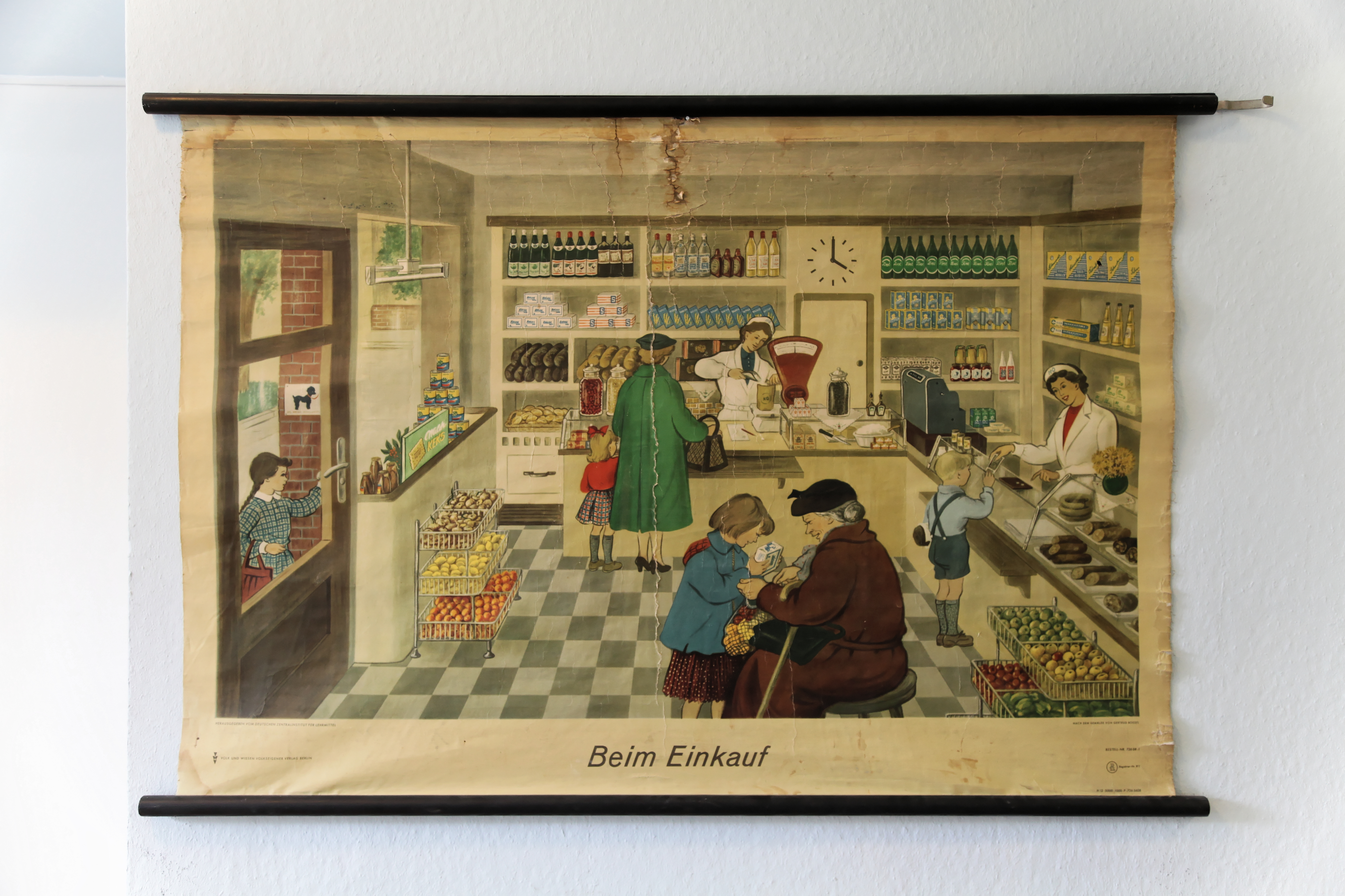
Den tyska skolplanschen "Beim Einkauf"